# 斯米多维奇区
斯米多维奇区（俄语：Смидовичский район）是俄罗斯联邦犹太自治州下辖的一个区，其行政中心为斯米多维奇。据2016年统计，该区的人口为25203人。